# 학기유편 만력정사본
학기유편 만력정사본(學記類編 萬曆 丁巳本)은 대한민국 경상남도 진주시 경상대학교에 있는 0의 학기유편 만력정사본이다. 2019년 8월 1일 경상남도의 유형문화재 제647호로 지정되었다.

## 지정 사유
「학기유편」은 남명 조식이 독서를 하다가 좋은 구절이 있으면 발췌해 놓은 것을 조식의 제자 내암 정인홍이 새롭게 분류한 후 "학기유편(學記類編)"이라 명명하였다. 본 '학기유편'은 조식을 제향하는 덕천서원에서 정사년(1617)에 간행된 것이며 현재까지 확인된 바 없는 초간본이므로 경상남도 유형문화재로 지정한다.

## 참고 문헌
- 학기유편 만력정사본 - 국가유산청 국가유산포털